# Église Sainte-Marie de Birkirkara

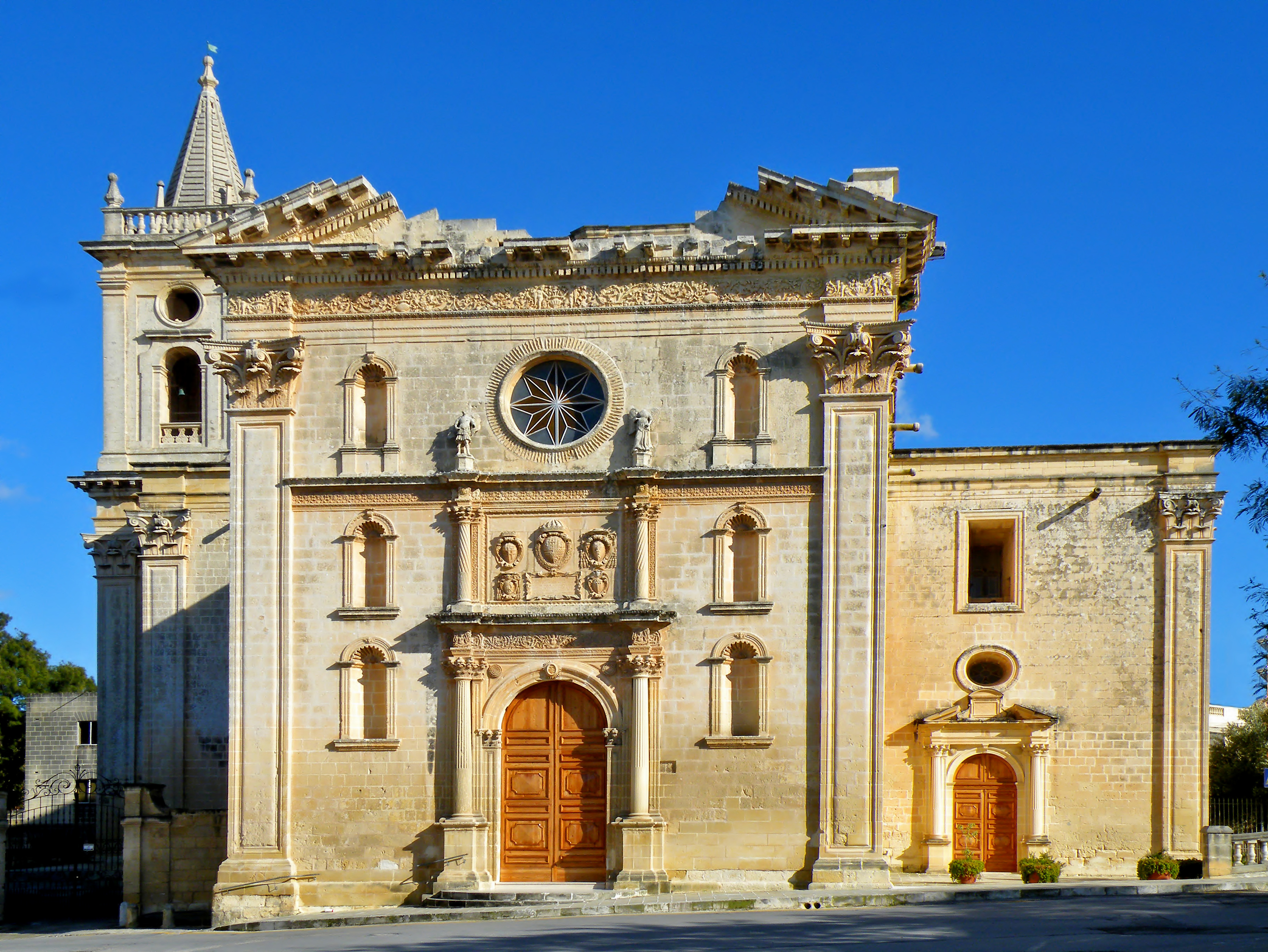
L'église Sainte-Marie de Birkirkara

Pour les articles homonymes, voir Église Sainte-Marie.
L'église Sainte-Marie est une église catholique située dans la ville de Birkirkara, à Malte.

## Historique
La construction de l'église remonte à 1617. Après de nombreuses dégradations, le chapitre collégial de Birkirkara décide de commencer une restauration, et ce n'est qu'en 1973 qu'elle est rendue au culte.
Le 8 mai 2005, Mgr l'archevêque Joseph Mercieca élève l'église en église paroissiale.